# Pseudosphenoptera cochonis
Pseudosphenoptera cochonis är en fjärilsart som beskrevs av Embrik Strand 1917. Pseudosphenoptera cochonis ingår i släktet Pseudosphenoptera och familjen björnspinnare. Inga underarter finns listade.